# Васьковцы (Тернопольская область)
Васьковцы (укр. Васьківці) — село в Шумской городской общине Кременецкого района Тернопольской области Украины.
До 2020 года входило в Шумский район.
Население по переписи 2001 года составляло 838 человек. Почтовый индекс — 47113.